# إين مين جال أنا
اين مين غال انا هو ملك من مدينة  باد تيبيرا وهو الملك الرابع من الأسرة الحاكمة لملوك سومر (قبل ca. 2900 قبل الميلاد)، وفقا لقائمة ملوك سومر. قيل أنه حكم لمدة 28,800 سنة.